# Dafnousia
Dafnousia (in greco Δαφνούσια?) è un ex comune della Grecia nella periferia della Grecia Centrale (unità periferica della Ftiotide) con 4 326 abitanti secondo i dati del censimento 2001.
È stato soppresso a seguito della riforma amministrativa, detta Programma Callicrate, in vigore dal gennaio 2011 ed è ora compreso nel comune di Lokroi.

## Località
Il comune è suddiviso nelle seguenti comunità (i nomi dei villaggi tra parentesi):
- Arkitsa (Arkitsa, Agia Aikaterini, Agios Nikolaos, Kalypso, Melidoni)
- Goulemi
- Livanates